# Milhaud
Milhaud ist eine französische Gemeinde mit 6142 Einwohnern (Stand: 1. Januar 2022) im Département Gard in der Region Okzitanien.

## Geografie
Durch die Gemeinde fließt der Vistre. Umgeben wird Milhaud von Nîmes im Norden und Osten, Générac im Südosten, Aubord im Süden, Bernis im Westen sowie Langlade und Caveirac im Nordwesten.
Milhaud gehört zum Weinbaugebiet Costières de Nîmes.

### Verkehr
Durch die Gemeinde führen die Autoroute A9 und die Route nationale 113 von Nîmes nach Montpellier. Der Bahnhof liegt an der Bahnstrecke Tarascon–Sète-Ville (nur SNCF-Halt).

## Bevölkerungsentwicklung
| Jahr      | 1962 | 1968 | 1975 | 1982 | 1990 | 1999 | 2006 | 2017 |
| --------- | ---- | ---- | ---- | ---- | ---- | ---- | ---- | ---- |
| Einwohner | 1301 | 1562 | 2225 | 3564 | 4855 | 4874 | 5485 | 5636 |

## Sehenswürdigkeiten
- Kirche, im 19. Jahrhundert im neoromanischen Stil errichtet
- neoklassischer Sakralbau der protestantischen Kirche zwischen 1808 und 1809 errichtet
- historische Windmühle